# Лесбос (ном)
Лесбос (грец. Λέσβος) — ном в Греції, що належить до групи Північних Егейських островів. Складається з островів Лесбос, Лемнос та Айос-Ефстратіос. Столиця — Мітилена.

## Муніципалітети і комуни
| Муніципалітет    | YPES код | Місцева влада (якщо відрізняється) | Поштовий код  | Тел. код          |
| ---------------- | -------- | ---------------------------------- | ------------- | ----------------- |
| Ая-Параскеві     | 3501     |                                    | 811 02        | 22520-3           |
| Аясос            | 3502     |                                    | 811 01        | 22520-2           |
| Ацикі            | 3504     |                                    | 814 01        | 22530             |
| Ересос-Антісса   | 3506     | Ересос                             | 814 01        | 22530-8           |
| Евергетулас      | 3507     | Сікунта                            | 811 05        | 22520-9           |
| Гера             | 3505     | Паппадос                           | 811 06        | 22510-8           |
| Каллоні          | 3508     |                                    | 811 07        | 22530-2           |
| Лутрополі Терміс | 3509     | Термі                              | 811 00        | 22510-7           |
| Мантамадос       | 3510     |                                    | 811 04        | 22530-6           |
| Мітимна          | 3511     |                                    | 811 07 811 08 | 2220-7            |
| Мудрос           | 3512     |                                    | 814 01        | 22520-7           |
| Мірина           | 3513     |                                    | 814 00        | 22540-2           |
| Мітилена         | 3514     |                                    | 811 00        | 22510-2 through 7 |
| Неа-Куталі       | 3515     | Контіас                            | 814 00        | 22540-5           |
| Петра            | 3516     |                                    | 811 09        | 22530             |
| Пломарі          | 3517     |                                    | 812 00        | 22530-3           |
| Поліхнітос       | 3518     |                                    | 813 00        | 22520-4           |
| Комуна           | YPES код | Місцева влада (якщо відрізняється) | Поштовий код  | Тел. код          |
| Айос-Ефстратіос  | 3503     |                                    | 815 00        | 22540-9           |

| Греція | Це незавершена стаття з географії Греції. Ви можете допомогти проєкту, виправивши або дописавши її. |